# Осиповичское гетто
Осипо́вичское гетто — еврейское гетто, место принудительного переселения евреев города Осиповичи и близлежащих населённых пунктов в процессе преследования и уничтожения евреев во время оккупации территории Белоруссии войсками нацистской Германии в период Второй мировой войны. Существовало с июля 1941 года по 5 февраля 1942 года.

## Оккупация Осиповичей
Согласно довоенной переписи населения 1939 года, в Осиповичах проживало 1694 евреев, составлявших 12,34 % от общего числа жителей города. Первую бомбардировку Осипович фашисты произвели ночью с 22 на 23 июня 1941 года, и семьи многих евреев, спасаясь, ушли в близлежащие деревни.
Город был оккупирован 30 июня 1941 года. Территория Осиповичей вошла в зону армейского тыла группы армий «Центр». Оккупация длилась 3 года — до 28 июня 1944 года.

## Перед созданием гетто
После оккупации в Осиповичский район прибыли нацистские карательные органы — зондеркоманды, тайная полевая полиция (ГФП), полиция безопасности и СД, жандармерия и другие. Немецкие военные полевые и местные коменданты пользовались неограниченной властью. Бургомистром одно время был Язвинский, бывший старший агроном Липеньской МТС. Начальником полиции Осиповичей и района был назначен Французенко, до войны работавший начальником паспортного стола в райотделе милиции.
Одним из первых мероприятий оккупантов в рамках нацистской программы уничтожения евреев стало проведение регистрации евреев. Её осуществление возлагалось на юденрат («еврейский совет»), насильственно организованный нацистами. Еврейский совет Осиповичей состоял из трёх человек (установлен только один из них — Афроим Хавкин, работавший до войны главным бухгалтером военторга). Юденрат был назначен немецкой комендатурой по рекомендации бургомистра города Горанина, который до войны был техником-строителем Управления военно-строительных работ № 76 в Осиповичах.

## Создание гетто
В начале июля 1941 года евреев — 420—450 человек — переселили в южную часть города. В гетто входили улицы Коммунистическая, Чумакова, Октябрьская, Горького, Рабоче-крестьянская, Полевая, Калинина, Серова от улицы Р. Люксембург до улицы В. Хоружей и полностью улицы К. Либкнехта, Абросимова (бывшая Красноармейская), Социалистическая, Революционная, К. Маркса, Промышленная, Протасевичская. Евреи, жившие в других частях города, были переселены в этот район на улицы Октябрьскую и Промышленную (ныне ул. Голанта).

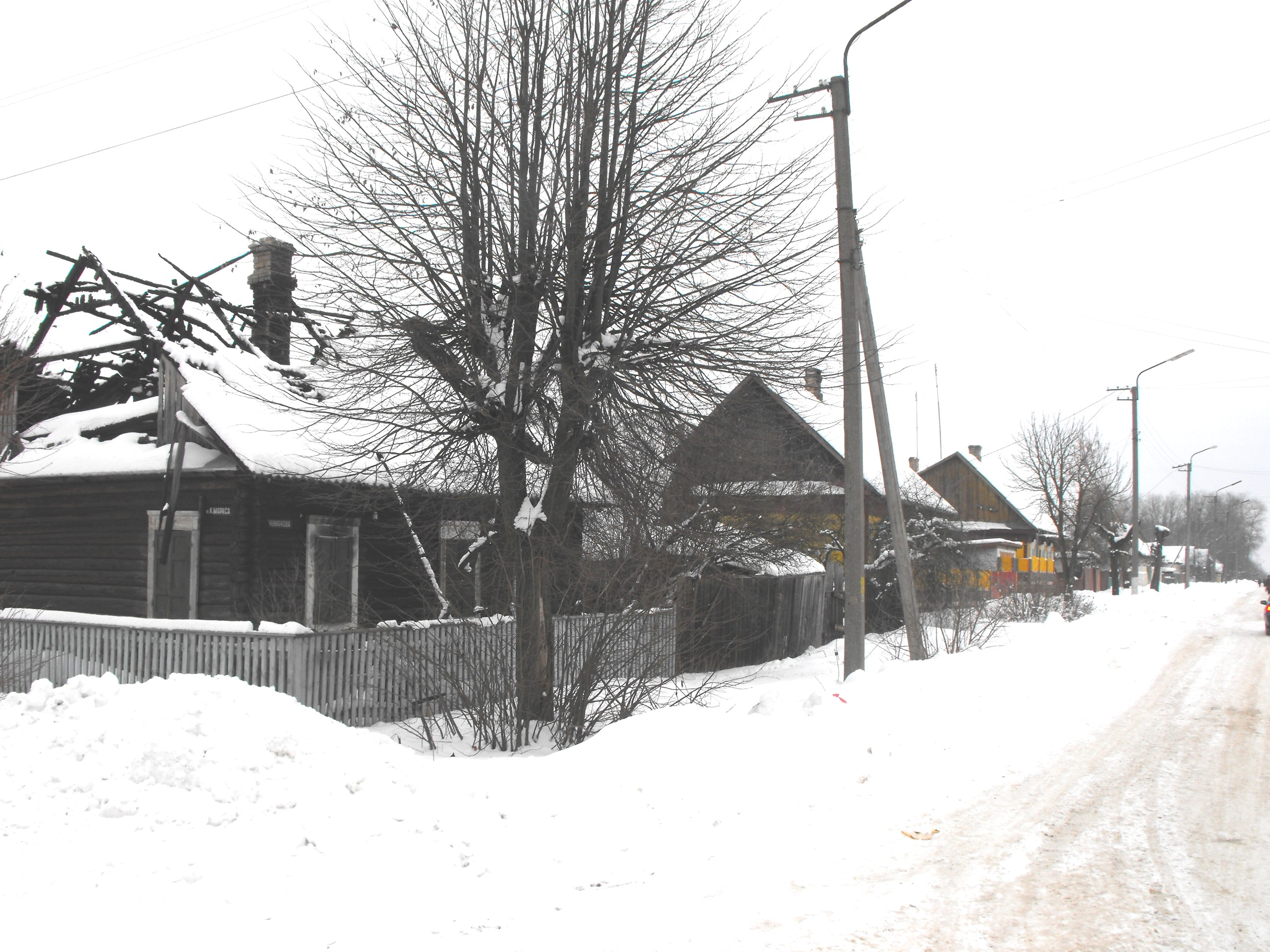
Центр бывшего гетто — улица Чумакова

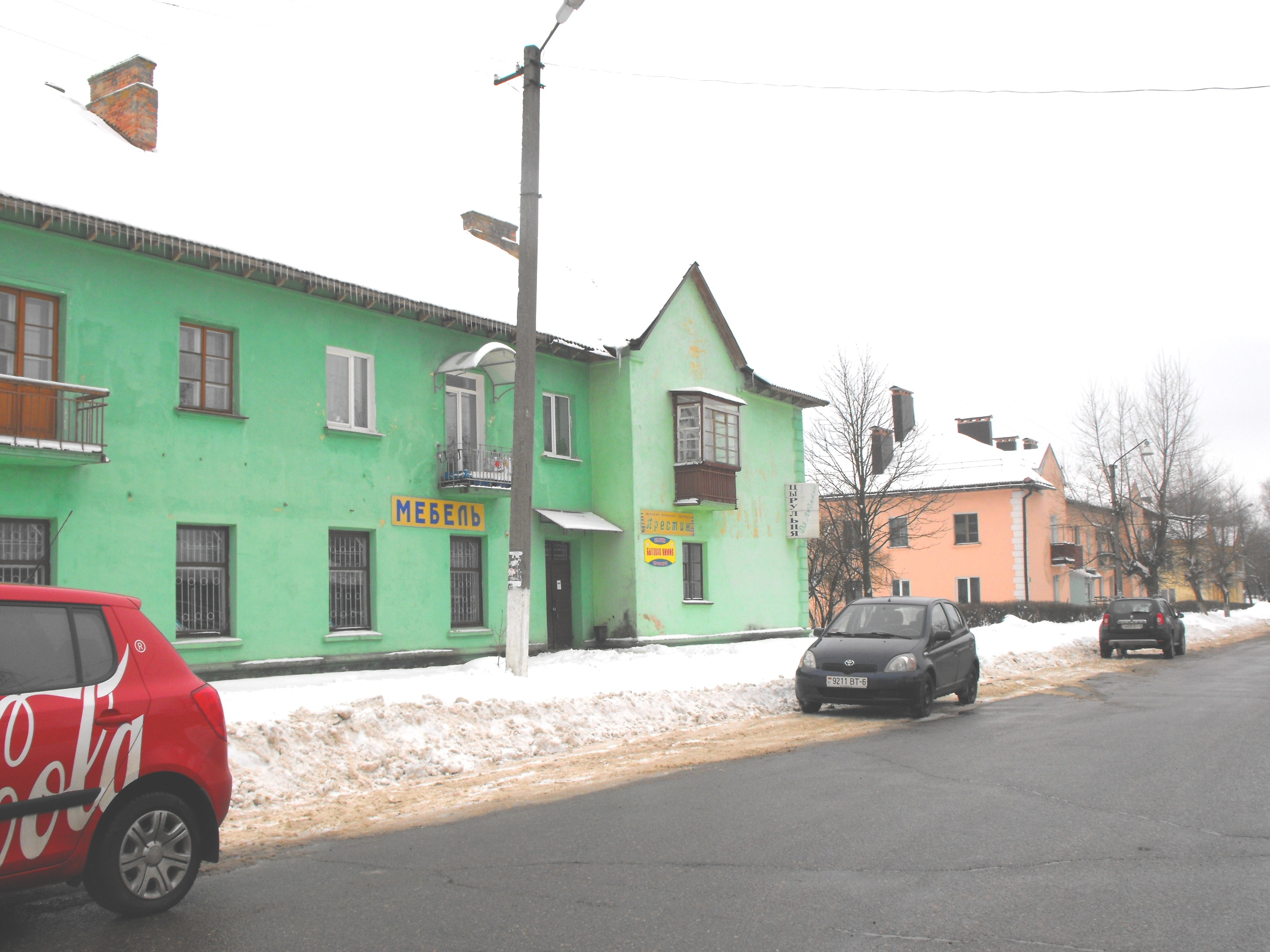
Во дворах этих домов в квартале улиц Социалистической и Рабоче-крестьянской (до войны — квартиры офицеров военной части) проходили убийства евреев

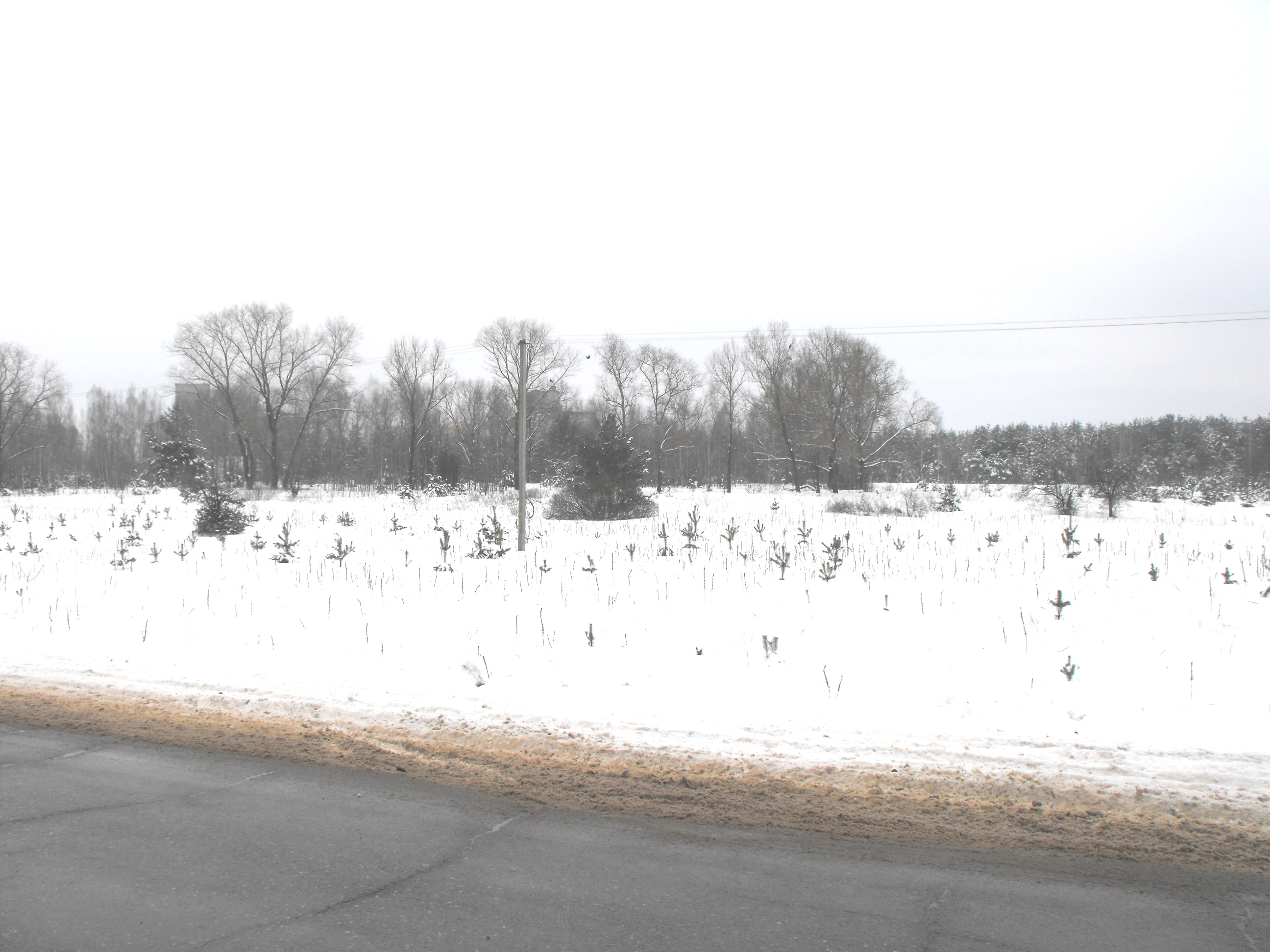
Место расстрелов евреев. Находится слева от дороги Р91 напротив еврейского кладбища, на территории «7-й площадки» рядом с элеватором. Никак не обозначено

39 евреев были пригнаны в Осиповичи из деревни Липень, содержались в лагере военнопленных и гражданских лиц, и использовались на тяжёлых работах.

## Условия в гетто
В домах гетто соорудили двухъярусные нары. Узники гетто находились в чрезвычайной тесноте, еды не получали, и были вынуждены обменивать вещи на продукты.
Осиповичских евреев оккупанты заставили под угрозой смерти носить желтые метки округлой формы диаметром 8-10 см на одежде на левой стороне груди и спины. Евреи полностью лишались прав личности. Им запретили появляться в общественных местах — в том числе на рынке, учить детей в школе, разговаривать с нееврейским населением и даже просто приветствовать неевреев, ходить по тротуарам, собираться на улицах больше чем по 3 человека. Тех, кто не выполнял эти ограничения, ожидало единственное наказание — расстрел.
Каждое утро всё трудоспособное население гетто отправлялось на тяжелые и грязные принудительные работы, заключавшиеся в разборе разрушенных казарм, домов, на железнодорожную станцию и другие объекты. Действовал комендантский час — после 18:00 на улицу выходить запрещалось.

## Уничтожение гетто
В августе 1941 года в лесу около Осиповичей были убиты 76 евреев-мужчин из деревни Лапичи.
Массовое уничтожение еврейского населения началось осенью 1941 года. Первое массовое убийство (которые нацисты называли эвфемизмом «акция») немцы провели 11 октября 1941 года. Скрывая свои планы, оккупанты собрали трудоспособных узников якобы на работу, и, доставив их в Южный военный городок, расстреляли и зарыли в заранее подготовленных ямах.
В гетто остались женщины с детьми и старики. Полностью гетто было уничтожено 5 февраля 1942 года. Последних узников расстреляли на еврейском кладбище. Всего были убиты 440 человек.
Документально подтвержденная цифра расстрелянных значительно ниже довоенной численности евреев Осипович. Вероятно, было убито больше евреев, что подтверждают и очевидцы событий, называя в числе мест расстрелов не только военный городок и еврейское кладбище, но и поселок Советский и так называемый «Треугольник» (район улиц Р. Люксембург, Люлькова, Луговая).

## Сопротивление в гетто
Тяжелые условия существования в гетто вынуждали часть узников к пассивному противостоянию. Семья врачей Чернецких (Григорий и Фаина) покончили с собой, оставив записку: «Лучше умереть стоя, чем жить на коленях».
Во время расстрела 11 октября 1941 года смогли бежать Хавкин Афроим (член юденрата), Дурец Михаил и Файн Яков. Хавкина нацисты застрелили, а Дурец и Файн попали в партизанский отряд. Ещё до расстрела к партизанам ушли: Горелик Мота и Палойко Моисей (отряд № 210), Карасик Хаим (1-я Бобруйская бригада, отряд № 252), Русаков И. Ш. (1-я Бобруйская бригада, истребительный взвод).

## Случаи спасения евреев
Ветеринарный врач Алексей Денисов зимой 1942 года под видом родственницы (чтобы кто-нибудь не выдал) вывез из Осипович в Старые Дороги Сарру Григорьевну Утевскую. Спасали евреев также семья Е. И. Хлус из деревни Зборск, В. И. Санкович, семья Николая Николаевича и Ефросиньи Мироновны Силицких, Н. Астапович и Е. А. Гладкая.
Из рассказа средней дочери четы Силицких (Ткачевой Г. Н.): «В нашем доме, в погребе, родители по заданию партизанского отряда прятали семью евреев, взрослых и маленьких детей, для дальнейшей переправки их в партизанский отряд. Они поднимались наверх только поздней ночью, чтобы поесть горячего и размяться. Помню в одну из таких ночей мама положила всем, и нам тоже, в тарелки варёную картошку. Я сидела за столом рядом с одной из девочек, её звали Соня, она была примерно моего возраста, около 8-9 лет, мы все тогда были очень голодными и мне показалось, что мама положила Соне больше картошки, чем мне. Я тихонько спросила маму — почему ей картошки дали больше, чем мне, ведь я её родная дочь? Мама, Ефросинья Мироновна, ответила мне на это: „Дочушка, я могу положить тебе больше, чем Софочке, но тогда завтра придется тебе весь день сидеть в погребе вместо неё“. Этот урок я запомнила навсегда».
Семья Михадюк из Дараганово и Александра Звонник за спасение евреев удостоены почётного звания «Праведник народов мира» от израильского мемориального института «Яд Вашем» «в знак глубочайшей признательности за помощь, оказанную еврейскому народу в годы Второй мировой войны».

## Память
На еврейском кладбище Осиповичей в 1968 году установлен памятник погибшим. Здесь же, в 1993 году, перезахоронены останки 76 евреев из деревни Лапичи.
Опубликованы неполные списки убитых в Осиповичах евреев.